# Pestalozzidorf „Im Grund“

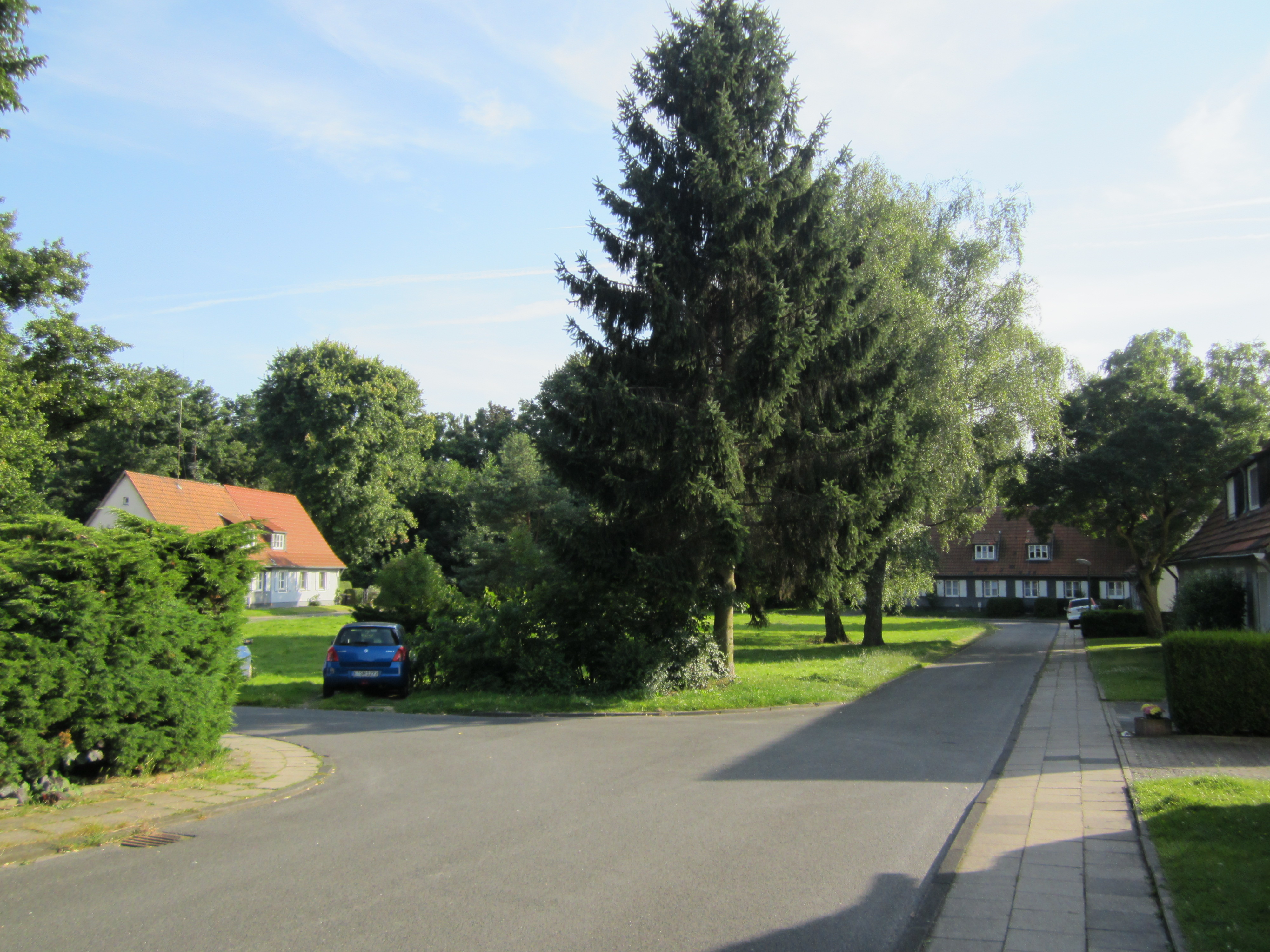
Platz „Im Grund“

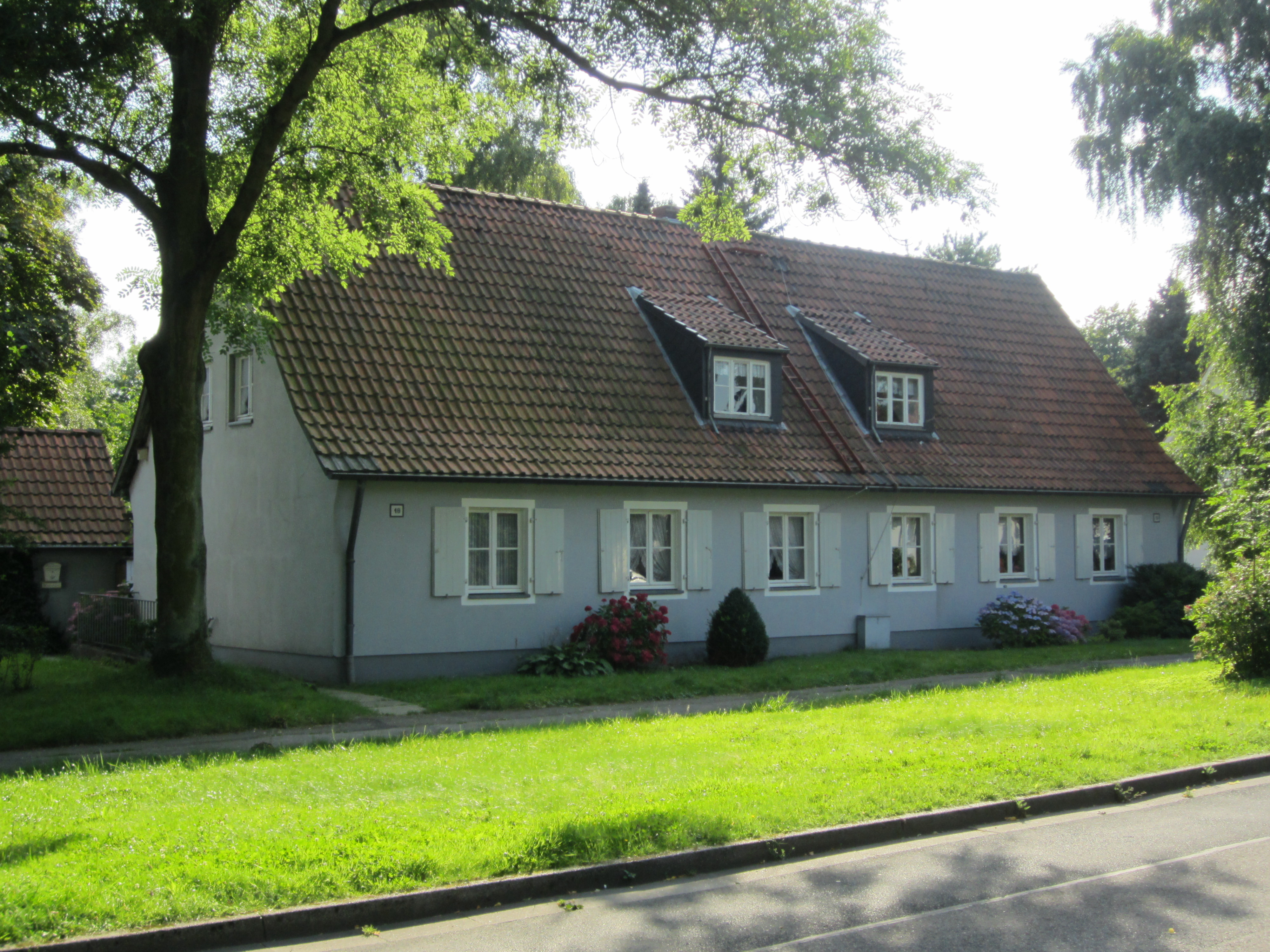
Haus im Pestalozziweg

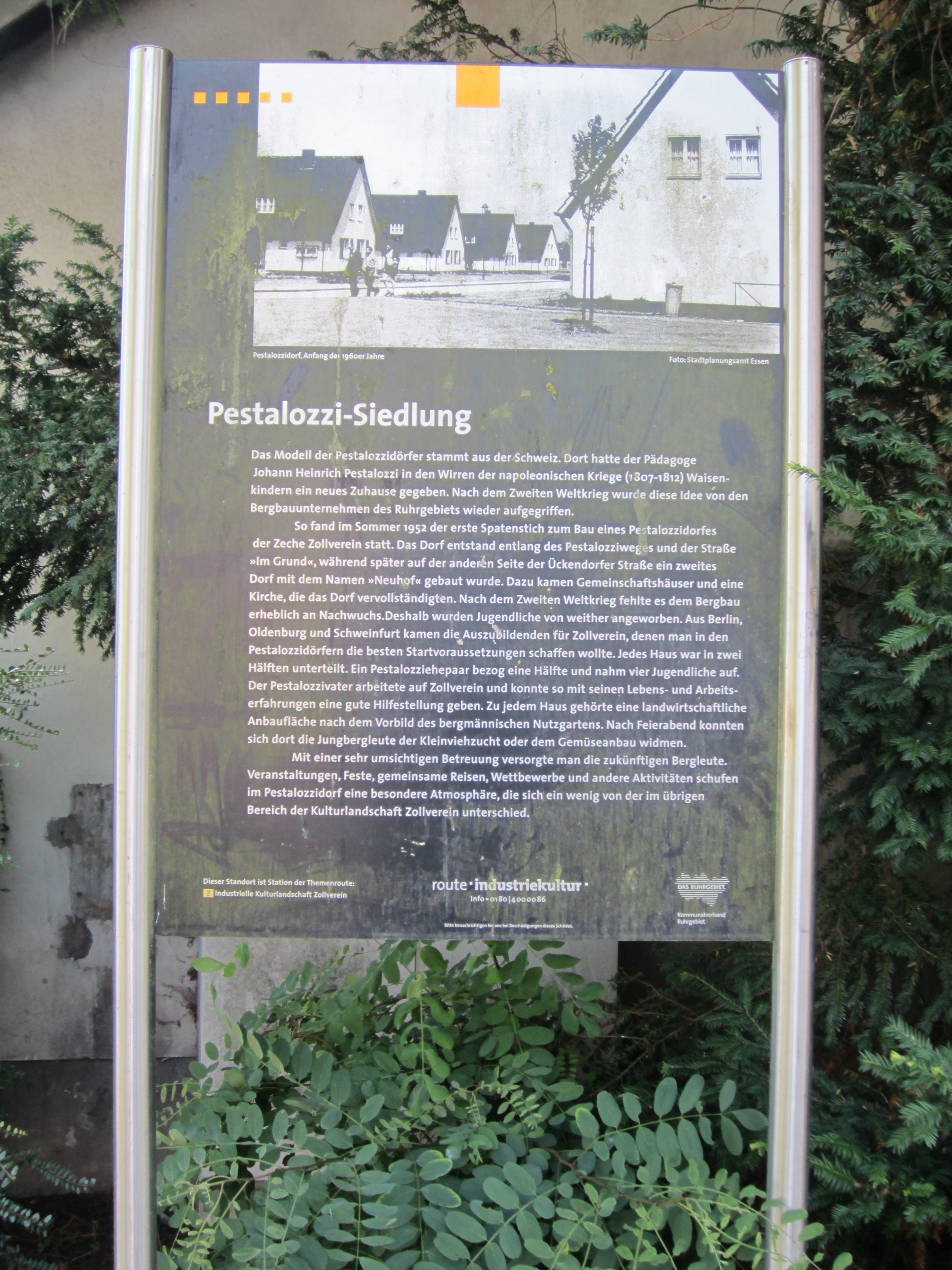
Informationstafel der Route Industriekultur

Das Pestalozzidorf „Im Grund“ ist eine Wohnsiedlung für Jugendliche, die nach den Grundsätzen des Pädagogen Johann Heinrich Pestalozzi – angepasst an die Bedürfnisse des Bergbaus – im Essener Stadtteil Katernberg errichtet wurde. Sie befindet sich zwischen der Kolonie Zollverein III und dem Dortmannhof.

## Idee
Die Idee der Jugendfamiliendörfer wurde in der Schweiz vom Schriftsteller Walter Robert Corti zum Ende des Zweiten Weltkrieges vorgeschlagen, um den verwaisten Jugendlichen ein neues Zuhause mit familienähnlichen Strukturen und besonderen pädagogischen Angeboten zu bieten. Das erste Kinderdorf Pestalozzi wurde 1944 in Trogen eröffnet.
Beim deutschen Bergbau traf diese Idee zusammen mit dem damals noch vorherrschenden Mangel an jungen Fachkräften und den sozialen Problemen in traditionellen Lehrlingswohnheimen auf fruchtbaren Boden. 1948 wurde in Dortmund die „Jugendheimstättenwerk-Pestalozzidorf-Vereinigung Ruhrgebiet“ gegründet. Anfang 1950 entstanden in Dinslaken-Lohberg und Bochum-Weitmar die beiden ersten Pestalozzidörfer, 1953 bis 1955 dann die Siedlung „Im Grund“ der Zeche Zollverein in Katernberg. 1957 – als die Bergbaukrise mit den ersten Entlassungen einsetzte – waren es mehr als 40 Pestalozzidörfer im Ruhrgebiet und im Aachener Raum (Wurmrevier) geworden, die zusammen mehr als 4.000 Jugendliche betreuten. Typisch war die Kopplung von Ausbildungsvertrag, Mietvertrag und Betreuung durch eine erfahrene Bergarbeiterfamilie als „Hauseltern“.

## Siedlung
1953 wurden die ersten sechs Häuser in der Siedlung „Im Grund“ errichtet, bis 1955 waren es 15 Doppelhäuser geworden, alle angeordnet um einen Dorfanger und in dem dahin führenden Pestalozziweg. Im Erdgeschoss waren Küche und Gemeinschaftsraum untergebracht, dazu hatten hier die Hauseltern Schlafzimmer und Stube. Im Dachgeschoss befanden sich zwei Mehrbettzimmer für die Jugendlichen.
Zum Haus gehörte ein großer Nutzgarten mit Wirtschaftsgebäuden, die Gartenarbeit zur Selbstversorgung war Teil des Gesamtkonzeptes. Dieses umfasste unter anderem
- einen von der Zeche gestellten Dorfleiter, der die Gemeinschaft organisierte, verwaltete und auch wirtschaftlich überprüfte;
- einen aus den Dorf- und Haushaltsvorständen gebildeten Dorfbeirat, der sich mit sozialen Problemen, Hausordnung und Gemeinschaftsleben befasste;
- einen Jugendrat, der unter der Aufsicht des Dorfleiters eigene Themen behandelte und zu demokratischen Verhaltensweisen erziehen sollte und
- ein geregeltes Freizeitprogramm mit Sport, Filmvorführungen, Gottesdiensten und geregelten Kontakten wie Tanzveranstaltungen im dorfeigenen Gemeinschaftshaus.

Die Hauseltern hatten eine günstigere Miete als in den normalen Zechenhäusern, dazu erhielten sie vom Lohn der Jugendlichen Kostgeld. Dafür mussten sie besondere Voraussetzungen erfüllen, zum Beispiel eine treue Bindung an den Bergbau, festen christlichen Glauben und pädagogisches Geschick vorweisen. Der Ehemann war als langjähriger, bewährter Bergmann das Vorbild, die Hausfrau als Wirtschafterin und Erzieherin gedacht. Jedes Hauselternpaar nahm maximal sechs Jugendliche auf, diese waren im Alter von 14 bis 21 Jahren. Angeworben wurden die Jugendlichen aus dem gesamten deutschen Raum.
Insgesamt konnte sich das Konzept der Pestalozzidörfer nicht durchsetzen. Zum einen entwickelte sich der dazu nötige Wohnungsbau nur schleppend, sodass nicht die Mengen an Jugendlichen betreut werden konnten, die nötig gewesen wären, um die Lehrlingsheime abzulösen. Zum anderen benötigte der Bergbau bald keine neuen Arbeitskräfte mehr, sondern entließ bereits vorhandene.